# Onisocryptus sagittus
Onisocryptus sagittus là một loài chân đều trong họ Cyproniscidae. Loài này được Schultz miêu tả khoa học năm 1977.